# Shagreen
Shagreen, właśc. Natalia Gadzina-Grochowska (ur. 20 czerwca 1991 w Wałczu) – polska piosenkarka, kompozytorka, autorka tekstów, producentka muzyczna i skrzypaczka.

## Życiorys
Brała udział w programach „Od przedszkola do Opola” (odcinek z Dariuszem Kordkiem z 17 lutego 2001 r.) oraz „Szansa na sukces” (odcinek z Ireną Jarocką z 12 października 2003 r.), w którym zwyciężyła dzięki interpretacji utworu „Śpiewam pod gołym niebem”. W 2004 r. wzięła udział w finale programu „Szansa na sukces” w Sali Kongresowej, zdobywając drugie miejsce.
Od 2013 r. aktywnie współpracowała z artystami polskiej sceny muzycznej jako wokalistka i skrzypaczka, brała udział w nagraniach płyt „Wschody zachody” Marceliny, „Fotografie” Janusza Panasewicza, singli „Tylko z Tobą chcę być sobą” Łukasza Zagrobelnego, „Na cześć wariata” Ani Wyszkoni, a także muzyki do filmów „Heavy Mental”, „Psubrat” oraz „7 uczuć”.
W 2015 r. zaczęła produkować remiksy dla polskich artystów, m.in. „Biała Noc (Natalia Gadzina Remix)” wokalistki Lari Lu i „Dreamless Sleep (Natalia Gadzina Remix)” zespołu Small Mechanics. W 2017 r. jako Shagreen zdobyła drugie miejsce w konkursie NEXTPOP 2TRACK Rework Contest, tworząc nową wersję utworu Milky’ego Wishlake’a „Hidden” i od tamtej pory używa tego pseudonimu.
W marcu 2017 r. ukazał się jej pierwszy singiel „Shadows”. Do września 2018 r. niezależnie wydała łącznie 4 single. W marcu 2018 r. amerykańska wytwórnia No Devotion Records wydała jej debiutanckie EP „Darkest Place”. 5 marca 2019 r. miała miejsce premiera albumu "Falling Dreams".

## Dyskografia
- Darkest Place EP
- Falling Dreams